# 岩坂彰
岩坂 彰（いわさか あきら、1958年 - ）は、日本の翻訳家。
長野県生まれ。1981年京都大学文学部哲学科卒。教科書の編集者を経て翻訳家となる。主に経済関係の報道記事を手がけるかたわら、書籍の翻訳も行っている。

## 翻訳
- 絵でみる宇宙大地図 ヒーザー・クーパー [ほか]著、岩坂彰、松谷世津子 訳 同朋舎出版 1992（ピクチャーアトラスシリーズ）
- 人体 DK, 同朋舎出版編集部 編、岩坂彰、小森厚一 訳 同朋舎出版 1993（ビジュアルディクショナリー；2）
- 動物 DK, 同朋舎出版編集部 編、小森厚一、岩坂彰 訳 同朋舎出版 1993（ビジュアルディクショナリー；4）
- ウィトゲンシュタイン A.C.グレーリング 著、岩坂彰 訳 講談社 1994（講談社選書メチエ；21）
- 怒りのセルフコントロール レッドフォード・ウィリアムズ、ヴァージニア・ウィリアムズ 著、岩坂彰 訳 創元社 1995
- 心の痛みのセルフコントロール ジョン・プレストン 著、岩坂彰 訳 創元社 1996
- シャーマンの世界 ピアーズ・ヴィテブスキー 著、岩坂彰 訳 創元社 1996（「人類の知恵」双書；1）
- アガサ・クリスティー モニカ・グリペンベルク 著、岩坂彰 訳 講談社 1997（講談社選書メチエ；97）
- がん性格：タイプC症候群 リディア・テモショック、ヘンリー・ドレイア 著、大野裕 監修、岩坂彰、本郷豊子 訳 創元社 1997
- 会社の中の「困った人たち」：上司と部下の精神分析 マンフレッド・ケッツ・ド・ブリース 著、金井壽宏、岩坂彰 訳 創元社 1998
- 美術館へようこそ：画材から表現まで：ロンドンナショナル・ギャラリーの名画に学ぶ絵の見方・楽しみ方12のポイント ジョイ・リチャードソン 著、潮江宏三 日本語版監修、岩坂彰 訳、シャーロット、ヴォーク イラストレーション BL出版 1999
- イエスは仏教徒だった?：大いなる仮説とその検証 エルマー・R.グルーバー、ホルガー・ケルステン 著、市川裕、小堀馨子 監修・解説、岩坂彰 訳 同朋舎 1999
- 西洋思想 マイケル・マクローン 著、岩坂彰 訳 創元社 2000（知のカタログ）
- うつと不安の認知療法練習帳 デニス・グリーンバーガー、クリスティーン・A.パデスキー 著、大野裕 監訳、岩坂彰 訳 創元社 2001
- うつと不安の認知療法練習帳ガイドブック クリスティーン・A.パデスキー、デニス・グリーンバーガー 著、大野裕 監訳、岩坂彰 訳 創元社 2002
- 「うつ」と「躁」の教科書 ブライアン・P.クイン 著、大野裕 監訳、岩板彰 訳 紀伊国屋書店 2003
- 心は実験できるか：20世紀心理学実験物語 ローレン・スレイター 著、岩坂彰 訳 紀伊國屋書店 2005
- 境界性パーソナリティ障害の弁証法的行動療法：DBTによるBPDの治療 マーシャ・M.リネハン 著、大野裕 監訳、岩坂彰、井沢功一朗、松岡律、石井留美、阿佐美雅弘 訳 誠信書房 2007
- 出口王仁三郎（おにさぶろう）：帝国の時代のカリスマ ナンシー・K.ストーカー 著、井上順孝 監訳、岩坂彰 訳 原書房 2009
- ロボトミスト：3400回ロボトミー手術を行った医師の栄光と失墜 ジャック・エル=ハイ 著、岩坂彰 訳 ランダムハウス講談社 2009
- アーロン・T・ベック：認知療法の成立と展開 マージョリー・E.ワイスハー 著、大野裕 監訳、岩坂彰、定延由紀 訳 創元社 2009
- 確信する脳：「知っている」とはどういうことか ロバート・A.バートン 著、岩坂彰 訳 河出書房新社 2010
- 快感回路：なぜ気持ちいいのかなぜやめられないのか デイヴィッド・J. リンデン 著、岩坂彰 訳 河出書房新社 2012
- 歴史主義の貧困 カール・ポパー 著、岩坂彰 訳 日経BP社 2013 (NIKKEI BP CLASSICS)
- 快感回路：なぜ気持ちいいのかなぜやめられないのか デイヴィッド・J・リンデン 著、岩坂彰 訳 河出書房新社 2014（河出文庫；リ3-1）
- こちら脳神経救急病棟：名医が明かす奇妙な病と患者たちの物語 アラン・H・ロッパー、ブライアン・デイヴィッド・バレル 著、岩坂彰 訳 河出書房新社 2015